# Teste de Beilstein
O teste de Beilstein é um teste químico qualitativo simples para identificar haletos orgânicos. Foi desenvolvido por Friedrich Konrad Beilstein.
Nesse teste, um fio de cobre é limpo e aquecido na chama de um bico de Bunsen, condição na qual é formado um revestimento de óxido de cobre (I). Em seguida, o fio é mergulhado na amostra a ser testada e, posteriormente, é novamente aquecido na chama. Uma chama verde configura um resultado positivo, indicando ter sido formado um haleto de cobre. O teste não detecta flúor ou fluoretos.
Tal teste deixou de ser utilizado com frequência devido, em parte, ao risco de gerar clorodioxinas altamente tóxicas caso o material analisado fosse um policloroareno.
Um teste alternativo para haletos orgânicos é o teste de Lassaigne, o qual converte material orgânico em sais inorgânicos (nesse caso, haletos de sódio). A adição de uma solução de nitrato de prata ao produto da reação com sódio faz com que quaisquer íons cloreto, brometo ou iodeto precipitem sob a forma de um haleto de prata.